# Maruff Peaks
Maruff Peaks är en bergstopp i Antarktis. Den ligger i Östantarktis. Australien gör anspråk på området. Toppen på Maruff Peaks är 1 660 meter över havet.
Terrängen runt Maruff Peaks är platt västerut, men österut är den kuperad. Trakten är obefolkad. Det finns inga samhällen i närheten.